# Hakarps säteri

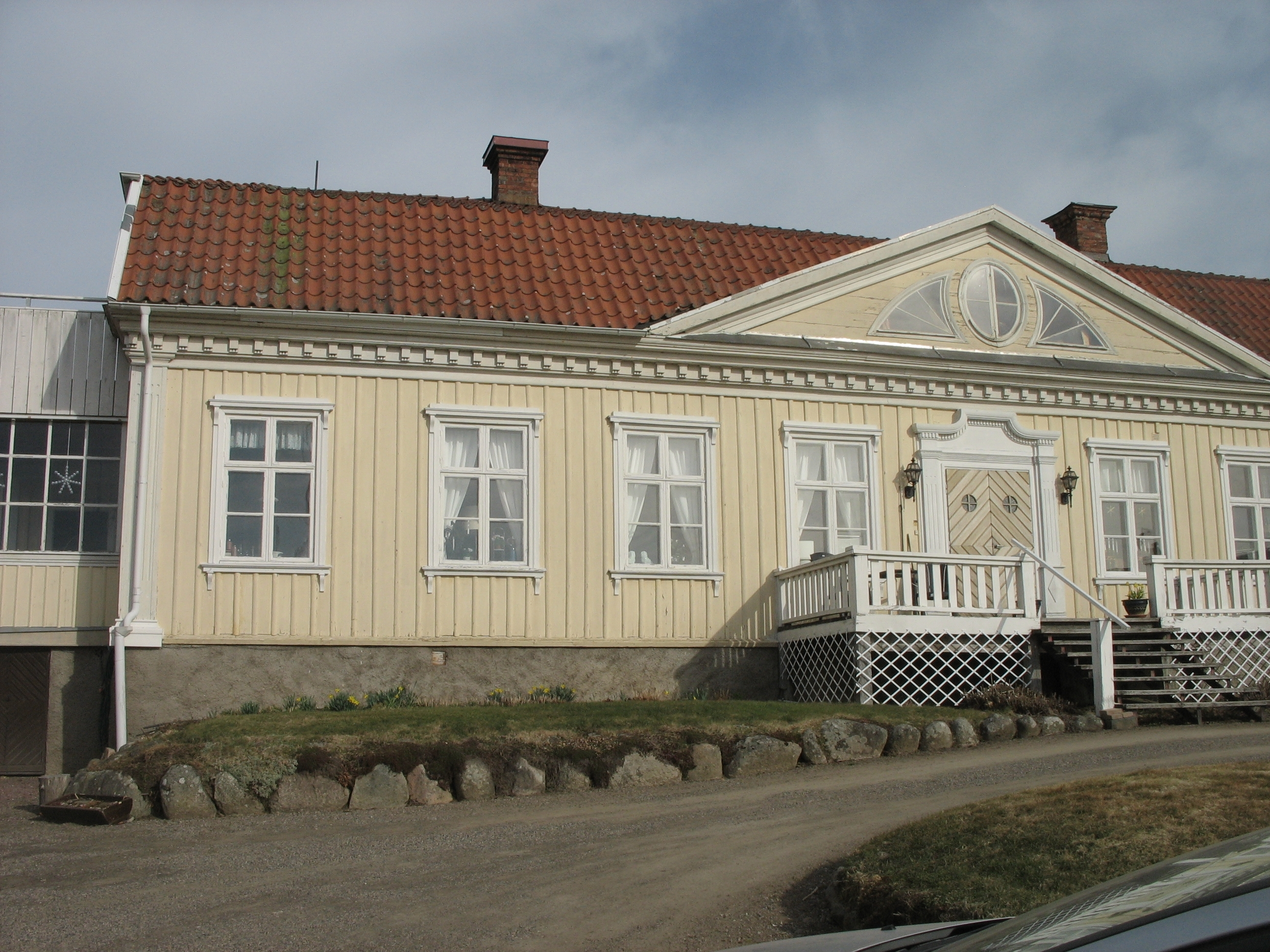
Bilden har tagits i samband med ett antikvariskt utlåtande rörande underhållsåtgärder på Hakarps säteri. Säteriet uppstod 1661 och hade Nils Hägerflycht som förste ägare. Denne var initiativtagare och finansiär till bygget av Hakarps kyrka. Gården med dess byggnader är i kommunens kulturmiljöutredning från 1988 utpekad som en värdefull del i kulturmiljön kring Hakarps kyrka.

Hakarps säteri är ett säteri i Hakarps socken, beläget strax norr om Hakarps kyrka, i kommundelen Huskvarna i Jönköpings kommun. 
Säteriet bestod historiskt av flera hemmansdelar: Bredgården, Ymparegården och Lillegården. Bred-, Ympare- och Lillegården blev säterier 1661, 1677 och 1676. Bredgården pantsattes 1673. 1691 såldes hela säteriet till Nils Arvidsson Hägerflycht, vars son landshövding Arvid Hägerflycht tog över efter hans död. Sedan dess har flera hovmarskalkar, kammarherrar, generaladjutanter, överstelöjtnanter och inspektorer bott i säteriet.
1925 köpte Karl Johan Alfred Gustafsson säteriet, vars ättlingar fortfarande äger det. Prästgården har hela tiden legat i Hakarps kyrkby, men har inte hört till säteriet.

## Historia

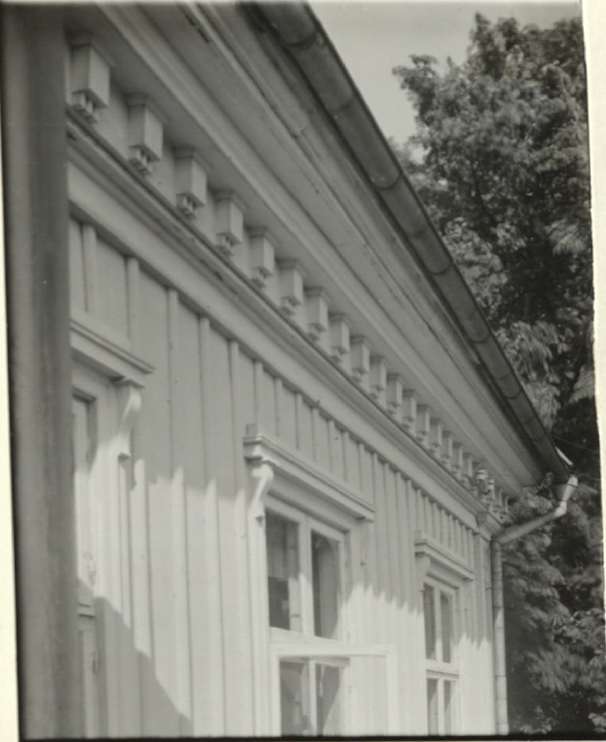
Huvudbyggnadens rikt profilerade taklist.

Man vet att Hakarps säteri har varit bebott åtminstone sedan 1360-talet. Den dåvarande ägaren till säteriet var Erik Karlsson (Örnfot). Det är osäkert om han ägde gårdarna när han landsförvisades eller förvärvade dem senare. Man vet att han ägde Bredgården (Breidagardhin) och Ymparegården (Imparatorph) 1390, och att han gav dem pantsatta vidare i arv. Det är möjligt att hans släkt ägde säteriet innan honom. Man vet att Lillegården existerade under slutet av 1300-talet och det är troligt att det även fanns en klockarbostad. Vid medeltidens början var Hakarp bebyggt och bestod av de tre gårdarna Bredgården, Ymparegården och Lillegården.
Hakarp bestod först av fyra gårdar – Bredgården, Ymparegården, Prästgården och Lillegården. Bredgården fick säterirättigheter 1681. Senare inkorporerades Ymparegården och Lillegården i säteriet. 1684 fanns två gårdar i byn, Prästgården och säteriet. För säteriägarna var det gynnsamt med dagsverkstorp, och eftersom säterierna var skattebefriade var detta även en förmån för säteriets torp. Säterierna behövde inte utskriva soldater, och detta gällde även torparna på säteriet. Säteriets torpare behövde därigenom inte medverka i trettioåriga kriget eller något annat av de många krig som utkämpades under 1600- och 1700-talen, vilket var en fördel både för godsägare, som hade garanterad arbetskraft, och torparna som undslapp krig. Efter att man gjort om gränserna 1781 tillföll torpen Stora och Lilla Lyckorna Stensholms säteri. 1799 beslutade man om storskifte i Hakarp. Gårdarna skulle efter skiftet ha sammanhängande ägor. Vid en försäljning i juni 1893 framgick det att "det finns sju torp som på egen kost tillför gården 1 040 mansdagsverken och 300 qvinsdagsverken", vilket innebar att den genomsnittlige torparen årligen skulle utföra 150 dagsverken och att dennes hustru skulle utföra 43 dagsverken vid herrgården.

## Arkitektur
Säteriet består av en huvudbyggnad och två flygelbyggnader. Huvudbyggnaden har ingångssidan i söder mot en gårdsplan, och flygelbyggnaderna ligger på den östra och västra sidan.
Den nuvarande huvudbyggnaden uppfördes 1844 och är typisk för senempiren, i synnerhet genom de många, kraftigt utformade dekorativa inslagen. Byggnaden är en timmerbyggnad i en våning, uppförd på en hög spritputsad sockel i granit. Panelen är målad i gulvitt, med vitmålade detaljer, såsom lockribbor och profilerade taklister med tandsnitt. Det brutna taket avviker från det i övrigt stramt hållna stilschemat. Entrédörrens omfattning är försedd med pilastrar. Hörnens pilastrar är försedda med kannelyrer och långsidornas med frontoner.
De två flygelbyggnaderna är gulvita timmerbyggnader med panel med lockribbor och vita omfamningar kring dörrar och fönster. Båda flygelbyggnaderna står på putsade stensocklar. Taken är låga sadeltak med ett enkupigt tegel. Förmodligen är båda flygelbyggnaderna äldre än huvudbyggnaden, förmodligen tidig 1800-talsempir. Den östra flygelbyggnaden är ett bostadshus, med låga vindsfönster under taket som är typiska för empiren. Den västra flygelbyggnaden är enklare uppförd och saknar vindsfönster men är förmodligen samtida med den östra. Den har under hela sin existens varit en magasinsbyggnad.

## Ägare
| Ägare                           | Startdatum  | Slutdatum   | Bild |
| ------------------------------- | ----------- | ----------- | ---- |
| Nils Arvidsson Hägerflycht      | 1691        | 1702        |      |
| Arvid Ribbing                   | 1673        | 1678        |      |
| Peter Humble                    | 1678        | 1691        |      |
| Christina Margareta Hägerflycht | 1692        | 1736        |      |
| Arvid Nilsson Hägerflycht       | 1736        | 1751        |      |
| Helena Hägerflycht              | 1751        | 1 juni 1786 |      |
| Arvid Johan Theet               | 1 juni 1786 | 1799        |      |
| Catharina Charlotta Aminoff     | 1799        | 1827        |      |
| Johan Fredrik Aminoff           | 1827        | 1843        |      |
| Christoffer Svanfelt            | 1843        | 1844        |      |
| Ulrika Lovisa von Sivers        | 1844        | 1879        |      |
| Jenny Helena Svanfeldt          | 1879        | 1904        |      |
| Magnus Söderberg                | 1904        | 1908        |      |
| Gustav Svensson                 | 1908        | 1922        |      |
| Karl Johan Alfred Gustafsson    | 1922        | 1929        |      |
| Carl V. E. Claesson             | 1922        | 1925        |      |
| Gunnar Hakeman                  | 1929        | 1965        |      |
| Per-Olof Hakeman                | 1965        | 2020        |      |
| Lars Hakeman                    | 1965        | 2012        |      |
| Johan Hakeman                   | 2012        |             |      |
| Pär Hakeman                     | 2012        |             |      |
| Christina Hakeman-Luth          | 2020        |             |      |
| Eva Hakeman-Johnsson            | 2020        |             |      |

Huskvarnas stadshistoriska undersökningar från 1937–1940 anger att även Carl Carlsson Gyllenhielm och Johan Gabriel Oxenstierna ska ha ägt Hakarps Säteri.

## Torp

### Björnåsen
Lilla Björnåsen uppfördes förmodligen redan på 1600-talet, och står fortfarande kvar. Den första brukare man känner till i torpet bodde där 1712, och efterträddes 1720. 1880 var torpet 47 m² stort med ett rum och kök och torvtäckt tak. Samma år byggdes en ladugård på 80 m², detta halmtäckt. När jordbruket på Lilla Björnåsen sammanslogs med Stora Björnåsen 1903 byggde man en större ladugård. Man friköpte även Björnåsen som på 1920-talet blev en egen fastighet. Björnåsen fick en utfartsväg mot Egnahem och Huskvarna genom en nybyggd väg mellan Smedstorp och Egnahem 1924. 1935 renoverades huset och ser fortfarande likadant ut. Jordbruket upphörde på 1950-talet, men torpet står fortfarande kvar. Ladugården brann ner 1964.
När Stora Björnåsen uppfördes är okänt, men den första gången gården nämns är 1705. En adelsryttare bebodde torpet mellan 1713 och 1715. Många torparfamiljer tjänade sitt levebröd från torpet. 1877 renoverades Stora Björnåsen grundligt, och torvtaket tegeltäcktes. Man lade ner Stora Björnåsen som torp 1903 och sammanlade jordbruket med Lilla Björnåsen. Under senare år uppfördes även en backstuga på området, 100 meter sydost om torpet. När Stora Björnåsen upphörde som dagsverkstorp beboddes backstugan och torpstugan av äldre och värnlösa. De revs vintern 1923-1924. Timret användes för att bygga om Stora Kleven 1934. Ruiner efter byggnaderna finns kvar.

### Dungen

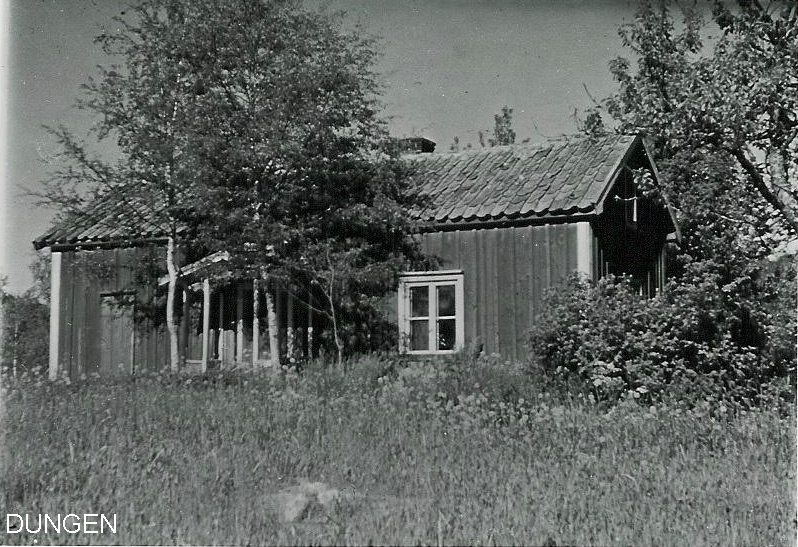
Dungen.

1803 uppfördes stugan Dungen för äldre och änkor. Namnet kom förmodligen av att den uppfördes vid gammal sparad skog. Tidvis var stugan trångbodd och beboddes av många äldre och änkor, och var så dålig under 1880-talets slut att den inte längre gick att bo i. En torpare tilläts ta över Dungen om han reparerade den själv, och han flyttade 1891 in i Dungen med sin familj. När han avled 1922 var stugan hyresbostad till 1951 då den såldes. Därefter byggdes huset om och förbättrades. Den revs 1970. Kvar finns en husgrund och några fruktträd. På 1830-talet lät Hakarps säteris ägare uppföra en backstuga åt änkor och äldre trotjänare som fick namnet Hägnen. Den låg 200 meter öster om Dungen, ungefär där Hägnevägen ligger idag. Den skall ha rivits omkring 1885.

### Kleven
Stora Kleven, först bara Kleven, benämns första gången 1704. Namnet, "Klefva", är dock förmodligen mycket äldre än torpet. Klev betyder bergsstig, klyfta eller brant backe, och "Klefva" skulle då kunna syfta på de branta backar som ledde upp till Hakarp från Huskvarna. Torpet var 8,4x4,8 meter stort med näver-, torv- och tegeltak. 1924 uppfördes ett nytt boningshus av timret från den gamla stugan samt det virke man fick från Stora Björnåsen när den revs. Ladugården byggdes 1901. 1924 avsöndrades Stora Kleven från Hakarps säteri. På 1960-talet upphörde jordbruket och byggnaderna revs under 1970-talet. Marken är idag Jönköpings kommuns egendom. Söder om Stora Kleven uppfördes backstugan Klefvstugan år 1801, som senare kom att kallas Lilla Kleven. Stugan bestod av ett rum och inget kök. Senare byggdes en ladugård till och man gjorde ett dagsverkstorp av stugan. 1878 byggdes en ny stuga, och den var dagsverkstorp till 1899, då ladugården var i så dåligt skick att den var oanvändbar. Lilla Kleven sammanlades då med Stora Kleven, och timret från Lilla Kleven användes när torpet Fridhem uppfördes 1903. Idag finns inte några lämningar kvar av torpet.

### Källerödjan
Källerödjan uppfördes under 1700-talet. De första man vet bodde där flyttade in 1717. 1799 skulle Hakarps by storskiftas, och genom storskiftet skulle Källerödjan tillhöra Prästgårdens mark och inte säteriets. Därför flyttades torpets byggnader västerut till säteriets mark. Torpet var 9x5,4 meter med näver- och torvtäckt tak. Tre dagsverken utfördes i veckan av torparna i stugan. 1850 uppfördes en undantagsstuga på området. Undantagsstugan inlöstes till herrgården när den sista invånaren dog under 1800-talets slut. 1912 avsöndrades torpet från huvudgården. En ladugård uppfördes 1937. Källerödjan finns fortfarande kvar men används inte för jordbruk.

### Lunden
Lunden låg längst nordväst på säteriets domäner och bestod innan 1700-talets mitt av två torp. Från 1688 och 1695 finns "Michael på Lunden" nämnd i kyrkoböckerna. På marken fanns ett järnåldersgravfält med fem högar, som dock idag är bortodlade. Torpet kan ha fått sitt namn av en offerlund som skall ha legat på platsen för den forntida begravningsplatsen. Det andra torpet som finns uppgivet från 1700-talet var torpet Backen eller Slätten, som dock inte finns nämnt någonstans i kyrkoböckerna. I kyrkböckerna finns en stuga vid namn Plätten nämnd från 1840, men man vet inte om det är samma torp. Efter 1899 sammanlades Lundens jordbruk med Stora Klevens. 1903 revs boningshuset och man använde virket för att uppföra Fridhem vid säteriet. Inga spår finns kvar.

### Olstorp och Qvarnhemmet
Olstorp finns nämnt första gången 1680, då kallat Olofstorp. Innan 1785 beboddes torpet av vapenhantverkare men därefter enbart av dagsverkstorpare. 1908 började säteriet bruka torpets jord, och Olstorp avsöndrades från Hakarp 1912. 1919 uppfördes ett nytt boningshus. 1960 avstyckades och bebyggdes flera villatomter på den åkermark som tidigare tillhörde Olstorp. 1919 års boningshus står kvar på adressen Olstorpsgatan 15. Qvarnhemmet nämns i kyrkböckerna första gången 1739. På samma plats finns på en karta från 1636 torpet Lyckorne. Namnen Lyckorna och Qvarnhemmet har senare förekommit omväxlande. Efter 1753 års gränstvist mellan Stensholms säteri och Hakarp, som fastställdes av Göta hovrätt 1781, hörde Lyckorna/Qvarnhemmet till Stensholm.

### Thorsgärdet
Var torpet Thorsgärdet låg är det ingen som vet, och det finns inga lämningar efter stugan. Enligt en karta från 1753, där torpet nämns Thorsgierdet, skall det ha legat i terrängen öster om Olstorp. Det är möjligt att namnet kommer från Anna Thorsdotters far. Anna avled nämligen på torpet 1699. 1724 noteras torpet sista gången i kyrkböckerna.

### Uddebo
Uddebo finns nämnt första gången år 1690, och fick förmodligen sitt namn av den första brukaren, Udde på Uddebo. 1715 finns han nämnd i dödsboken som Udde Arfvidsson på Uddebo. Torpet drevs av dagsverkstorpare till år 1843 när säteriet tog över bruket. Stugan användes därefter som bostad för säteriets gamla anställda. 1869 revs stugan. Ruiner finns kvar, och i dess jordkällare finns grävlingbon. Torpet har gett namn åt den omliggande åkern - Uddebogärdet.

## Galleri

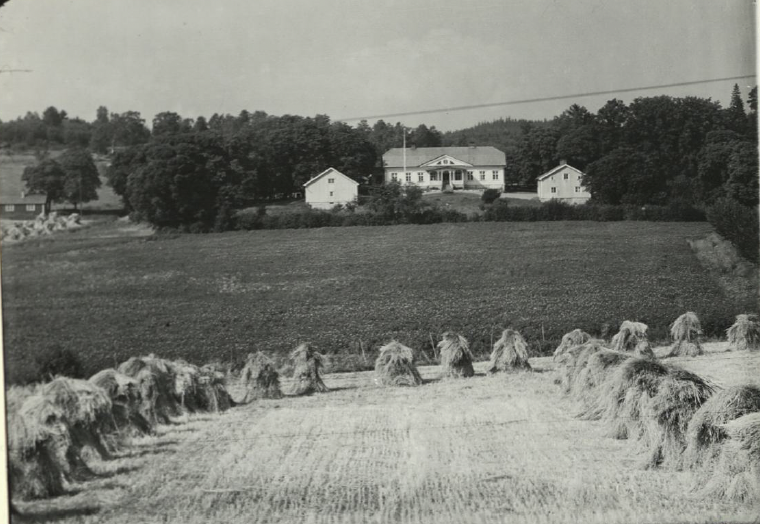
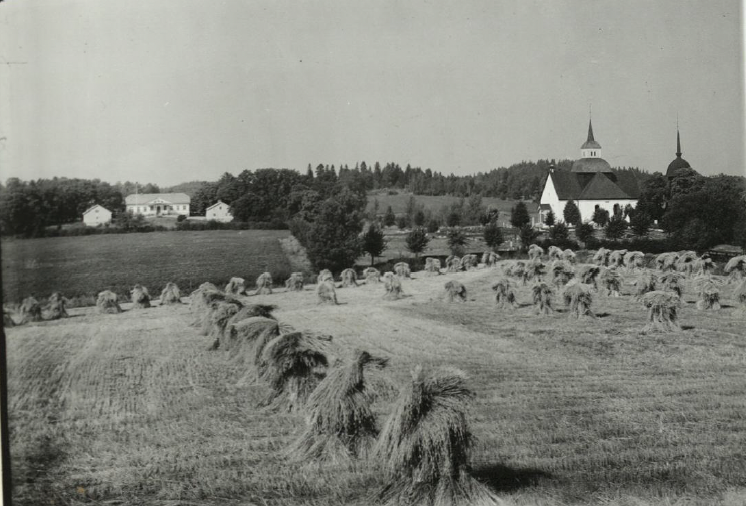
Säteriet till vänster om Hakarps kyrka.
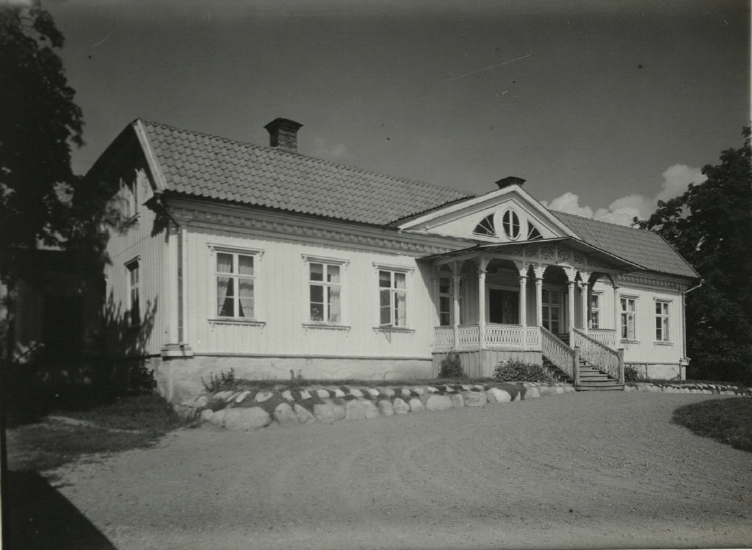
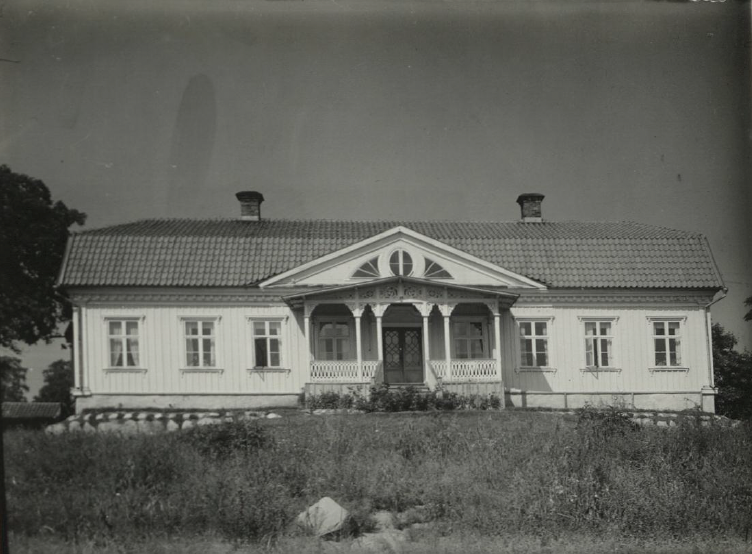
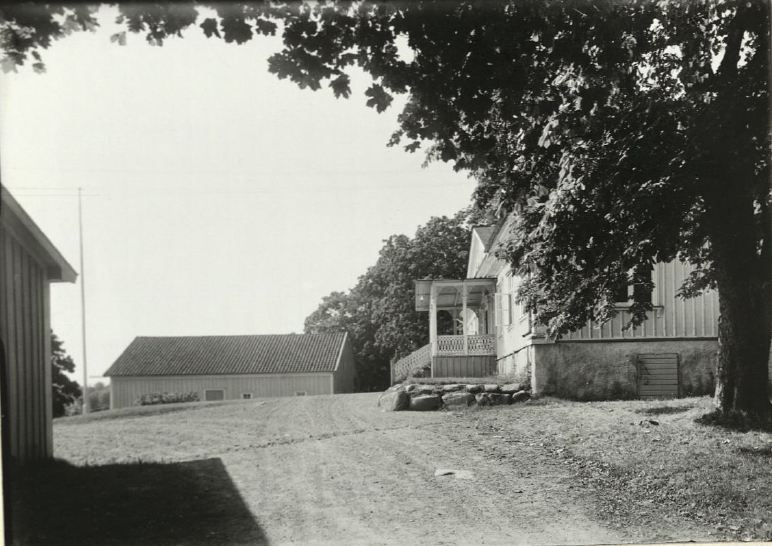
Säteriet från infarten.
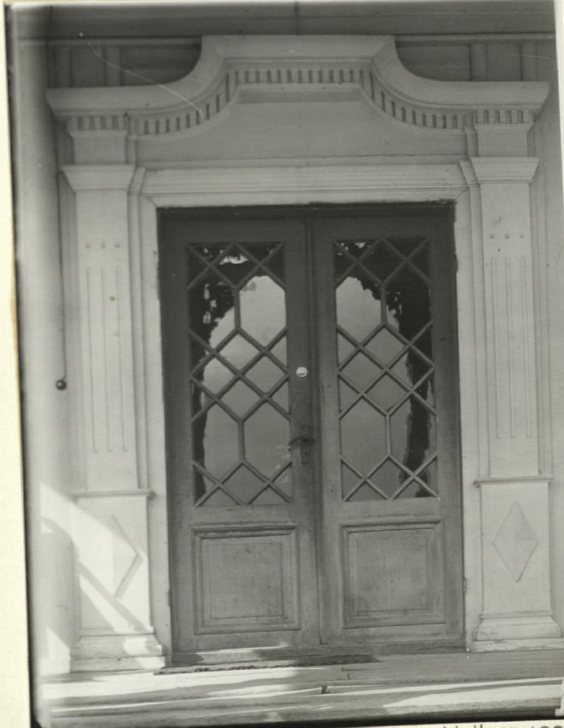
Entrédörr till huvudbyggnaden.
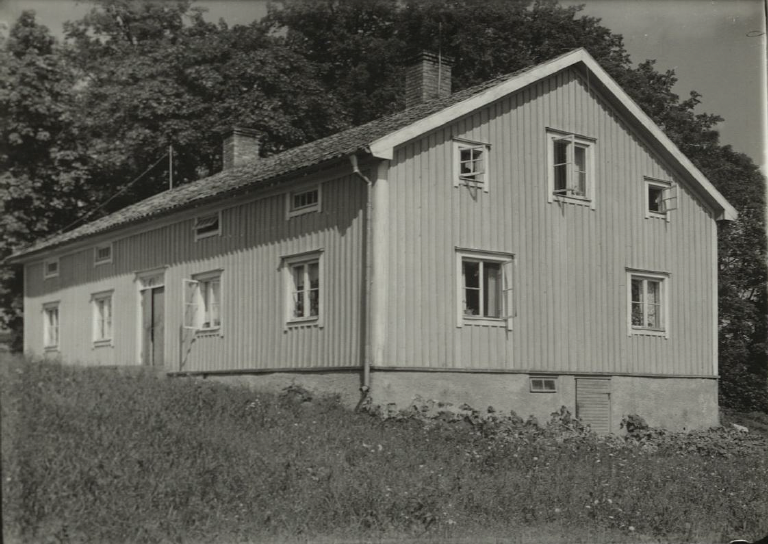
Östra flygeln 1937 – bostadshus.
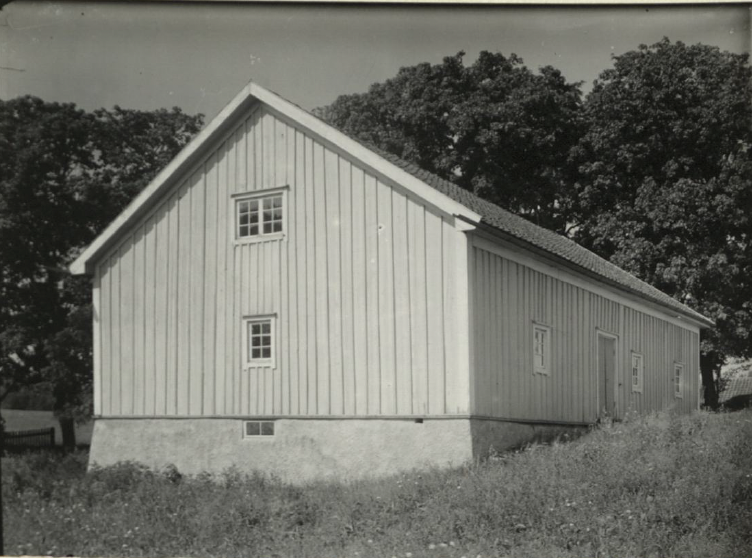
Västra flygeln – bod.
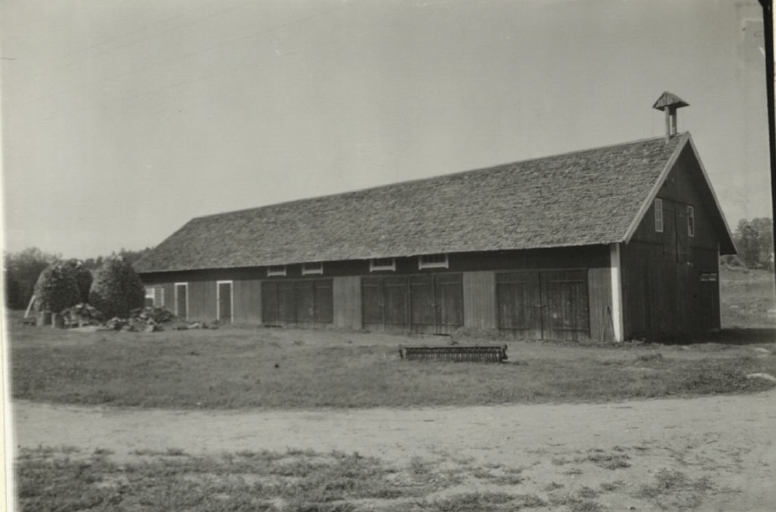
Ved och vagnbod med spåntak.
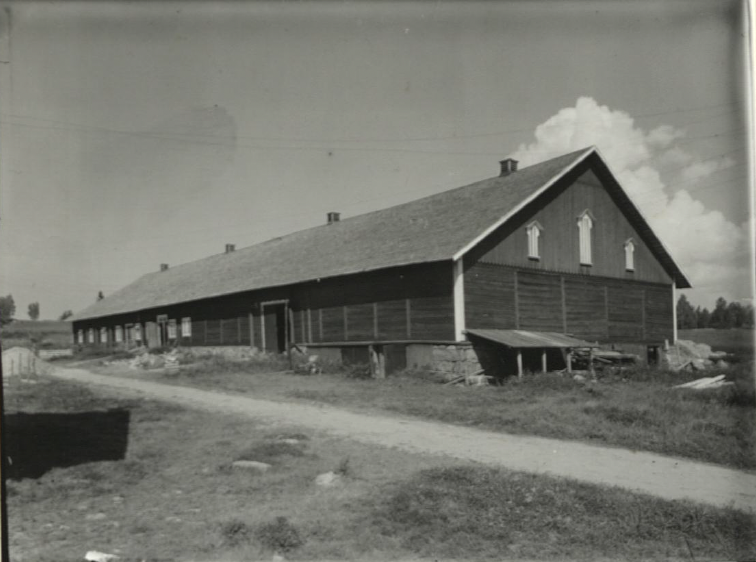
Ladugården är rödfärgad med vita detaljer.
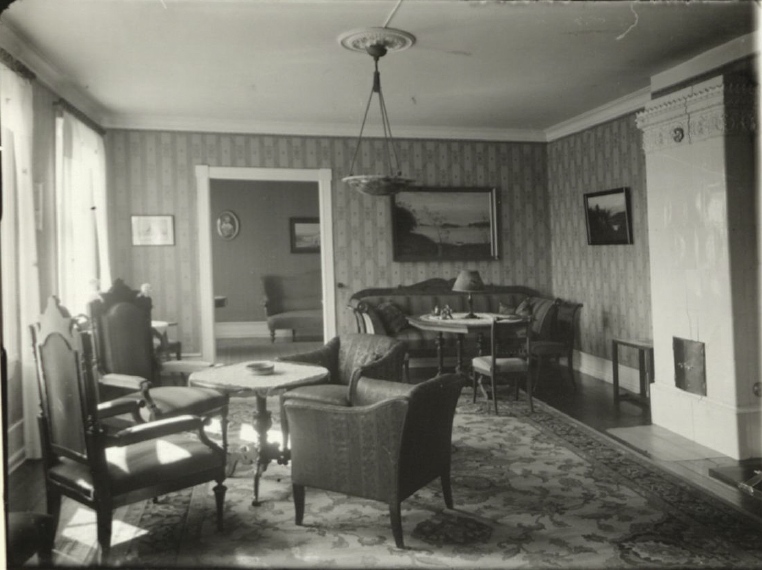
Rummet till vänster om förstugan.
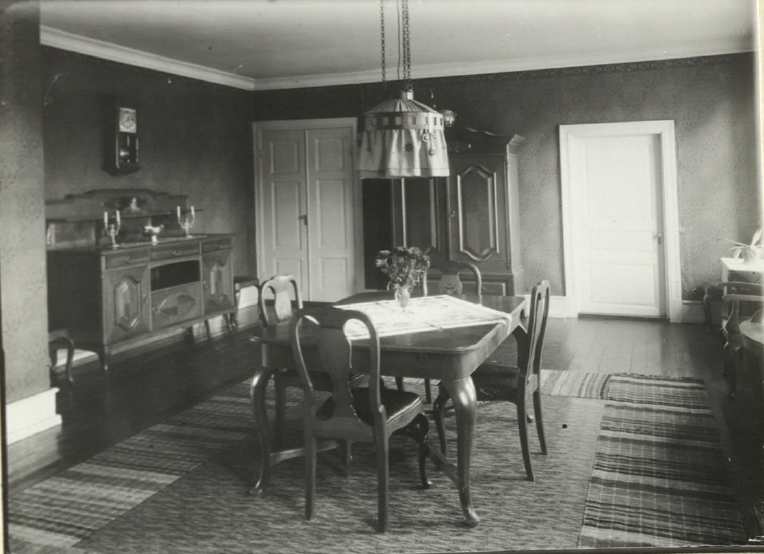
Salen.